# Soldanella alpina
Soldanella alpina är en viveväxtart. Soldanella alpina ingår i släktet alpklockor, och familjen viveväxter.

## Underarter
Arten delas in i följande underarter:
- S. a. alpina
- S. a. cantabrica

## Bildgalleri

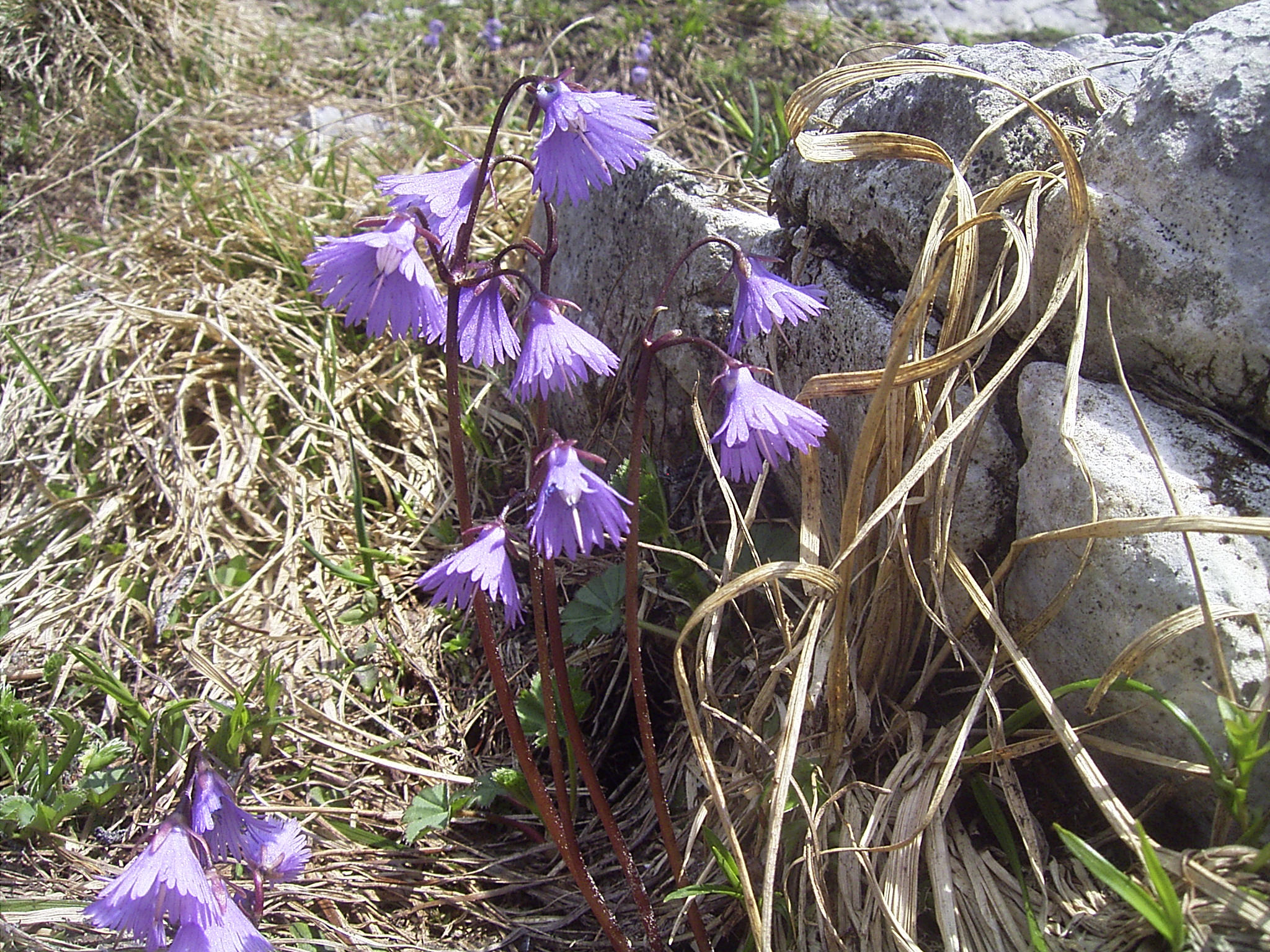
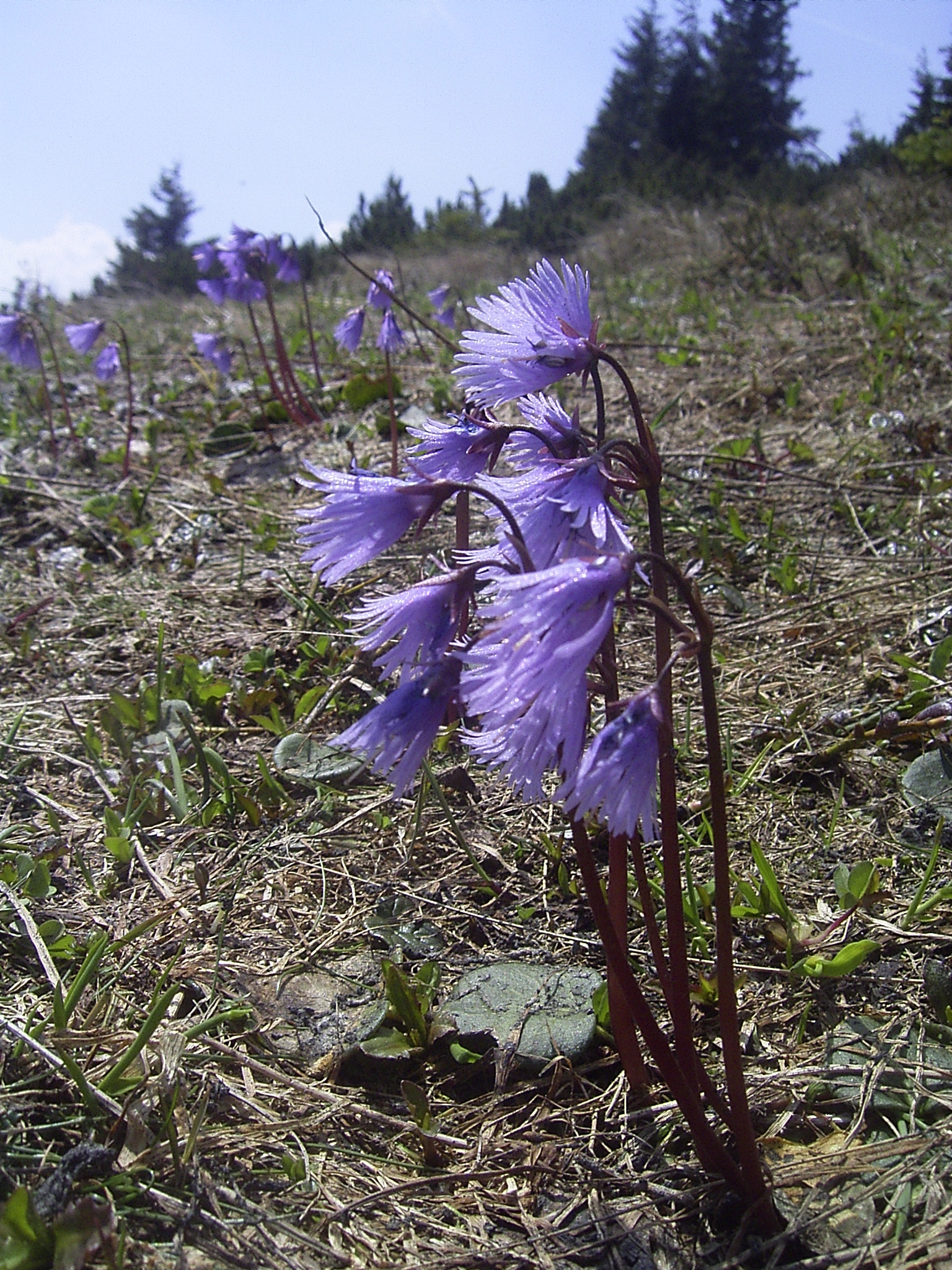
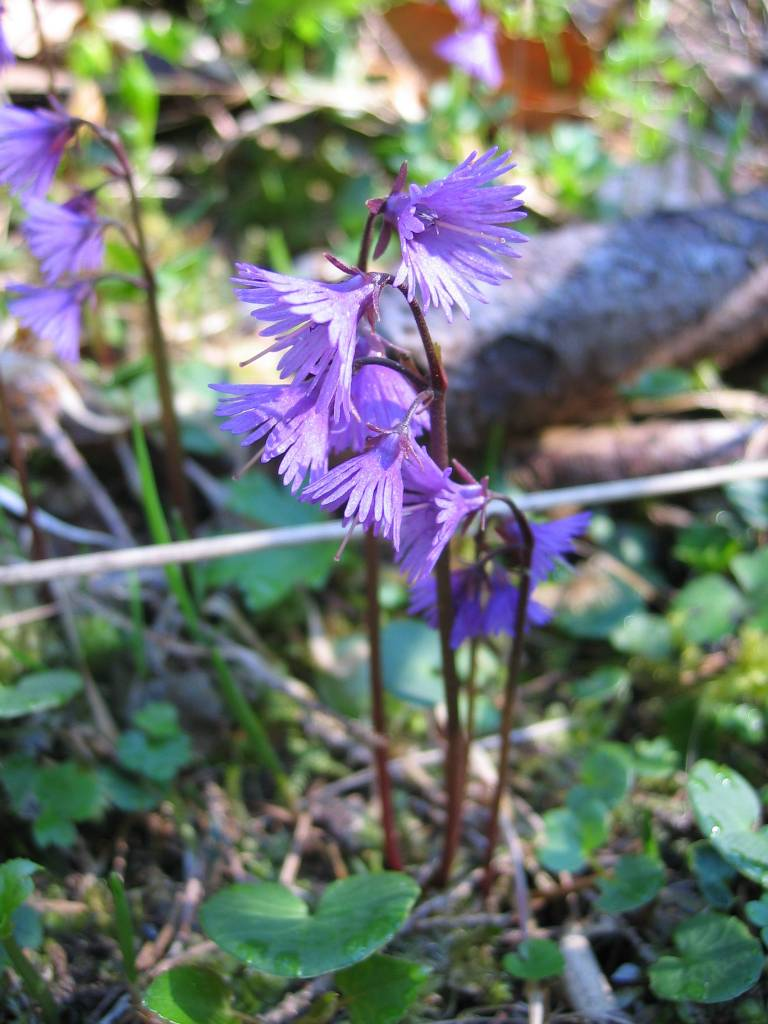
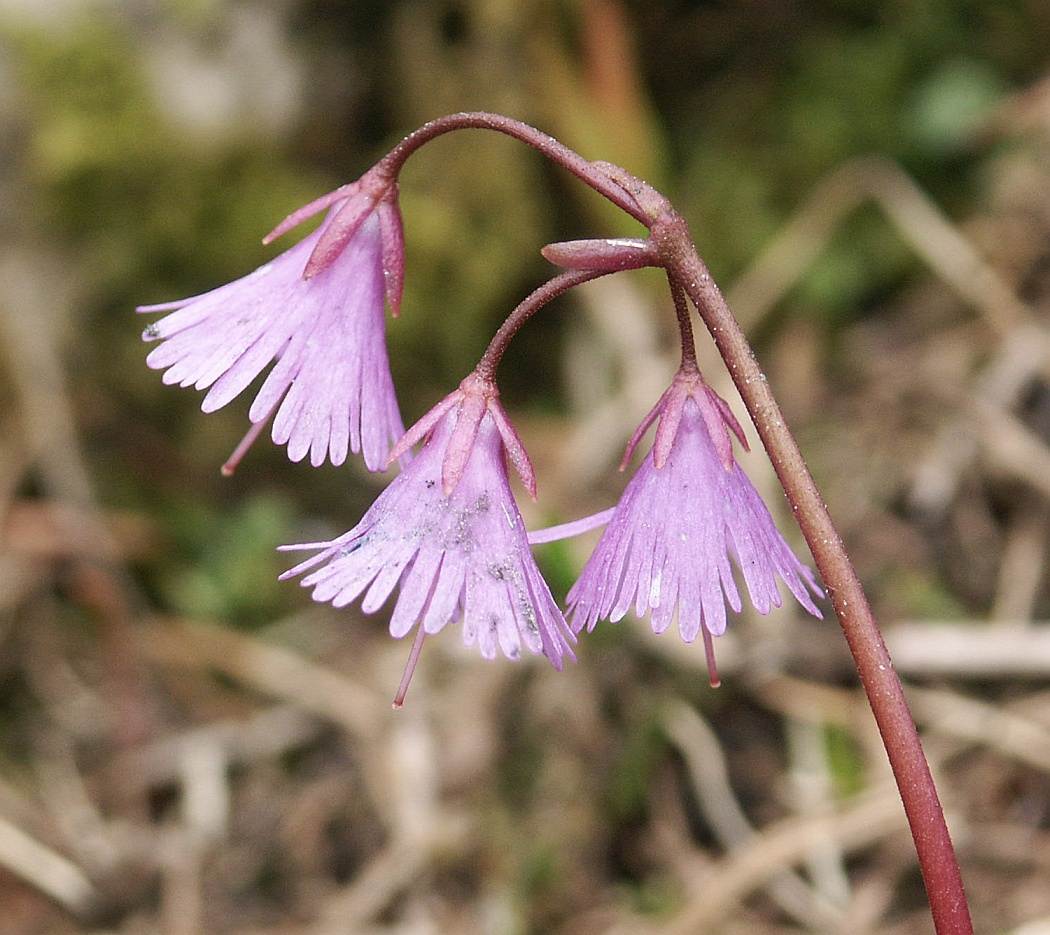
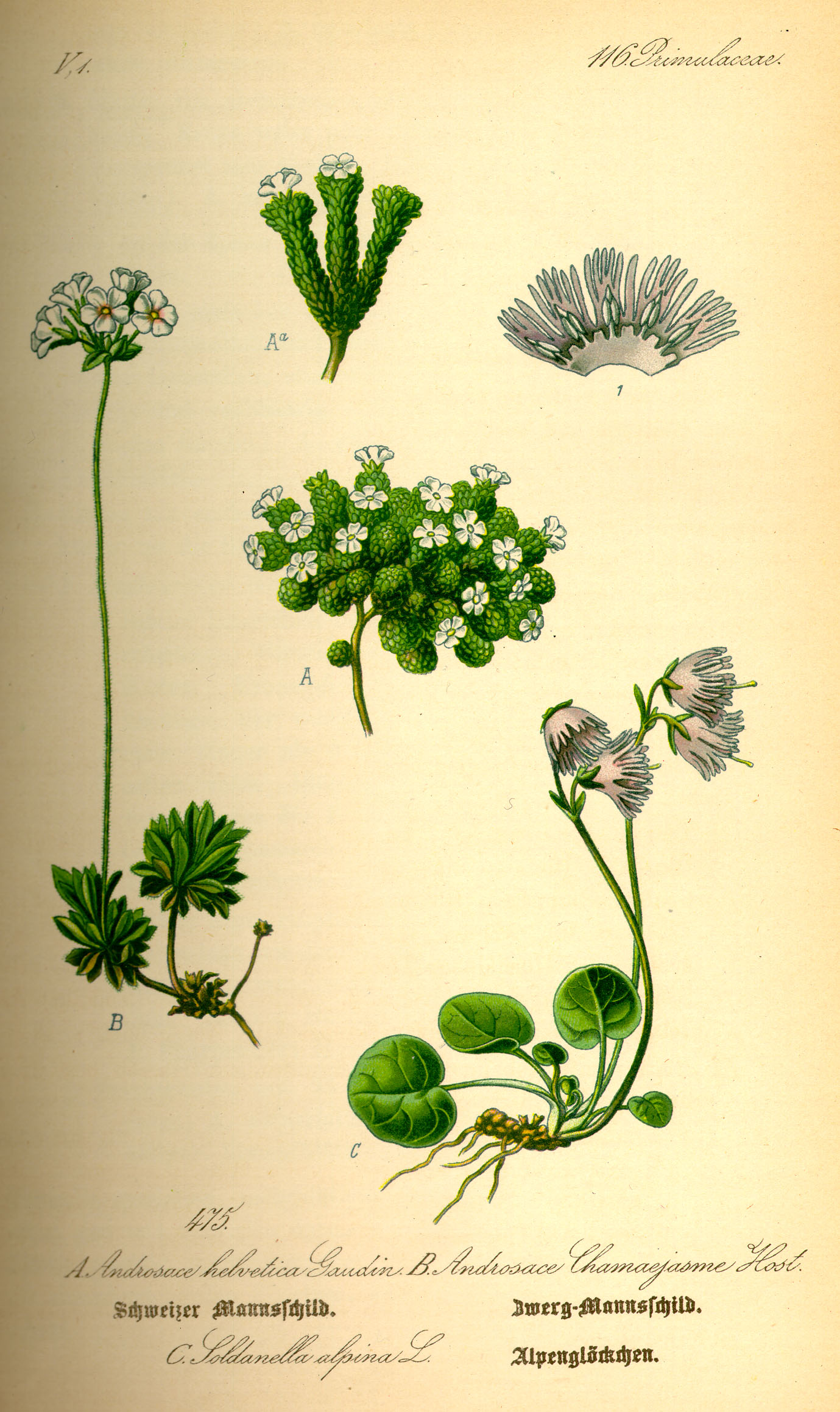
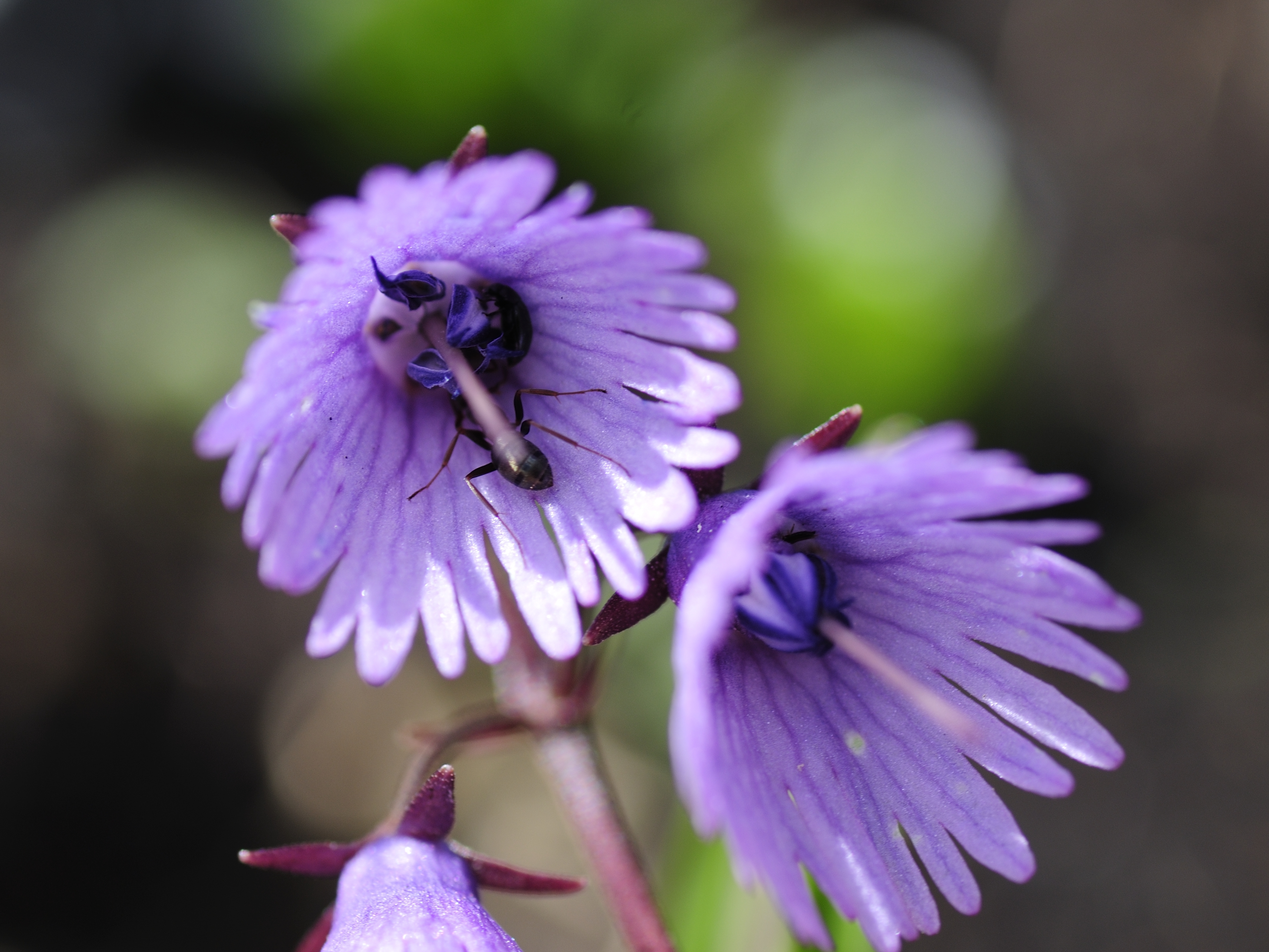